# 奔放的旋律
奔放的旋律（"Unchained Melody"）是由歌曲作者Alex North和歌詞作者Hy Zaret于1955年共同创作的歌曲。Alex North在鲜为人知的监狱题材电影《Unchained》中使用该曲作为主题曲，因此得名。Todd Duncan为电影原声演唱了该曲。此后，奔放的旋律成为了20世纪被录制次数最多的歌曲之一，据某些估计已衍生出了数百种语言的超过500个版本。
奔放的旋律的许多不同的演绎版本都曾占据各个排行榜的前列，但由（The Righteous Brothers）在1965年所演唱的版本已成为了20世纪末的自动点唱机的标配，并且于1990年的流行电影中被採用而起掀起另外一股热潮。在2004年，美國電影學會將這首歌列為百年百大电影歌曲的第27名。

## 其它著名版本
- 1977年，艾維斯·普里斯萊
- 2002年，葛瑞·蓋斯